# Jahresbericht der Schlesischen Gesellschaft für Vaterländische Cultur
Jahresbericht der Schlesischen Gesellschaft für Vaterländische Cultur (abreviado Jahresber. Schles. Ges. Vaterl. Cult.) fue una revista científica con ilustraciones y descripciones botánicas que fue editada en Breslau y publicados los números 28 al 114 en los años 1850-1941. Fue precedida por Übersicht der Arbeiten und Veränderungen der Schlesischen Gesellschaft für Vaterländische Cultur.